# Chthonius spelaeophilus spelaeophilus
Chthonius spelaeophilus spelaeophilus es una subespecie de arácnido  del orden Pseudoscorpionida de la familia Chthoniidae.

## Distribución geográfica
Se encuentra en los territorios que antes se llamaban Yugoslavia.